# Дом виноделов Титровых
Дом виноделов Титровых — ростовский памятник градостроительства и архитектуры. Здание расположено в Пролетарском районе города на улице Черевичкина. Построено в конце XIX века. В 1998 году зданию присвоен статус объекта культурного наследия России регионального значения.
Оформление здания характерно для неоклассического направления эклектики.
Представляет собой одноэтажное здание с цокольным этажом. В оформлении фасада использованы лопатки на раскреповках, выполненные из белого кирпича. Угловые окна оформлены полуциркульными проёмами, опирающимися на стилизованные портики. Арки завершаются замковым камнем. Скруглённая часть фасада украшена аттиком с двумя фронтонами.